# Гайворонский, Федот Филиппович
Федот Филиппович Гайворонский (7 июня 1918 — 28 февраля 2013) — советский военачальник, генерал-полковник (1977). Профессор.

## Биография
Родился 7 июня 1918 года в городе Новогеоргиевске. Украинец.
С сентября 1936 по август 1937 года работал учителем неполной средней школы в селе Глинск Новогеоргиевского района Кировоградской области.
С сентября 1937 года служил в Красной Армии, добровольно поступил в Киевское пехотное училище.
В 1939 году окончил Московское Краснознамённое пехотное училище имени Верховного Совета РСФСР. С 1939 года служил в 149-м мотострелковом полку 36-й мотострелковой дивизии Забайкальского военного округа, был командиром взвода и роты, адъютантом старшим батальона, помощником начальника штаба и исполняющим обязанности начальника штаба полка. Участвовал в боях на реке Халхин-Гол летом 1939 года.
Весной 1942 года капитан Ф. Ф. Гайворонский переведён на должность начальника штаба 488-го стрелкового полка формирующейся в Забайкалье 321-й стрелковой дивизии. Вскоре вместе с этой дивизией убыл в действующую армию.
С 28 июля 1942 года — на фронтах Великой Отечественной войны(Донской фронт). Принимал участие в боях на Сталинградском, Юго-Западном, 3-м Украинском и 1-м Белорусском фронтах. Член ВКП(б) с 24 августа 1942 года.
Участвовал в Сталинградской битве в составе 62-й армии Донского фронта. В бою 8 августа 1942 года был контужен и 1 декабря 1942 года был ранен под хутором Фроловым в Ростовской области. За отличия при уничтожении вражеского десанта и организацию управления частями в боях под Сталинградом капитан Гайворонский был представлен к награждению орденом Ленина, но приказом № 154 от 18.02.1943 года войскам Юго-Западного фронта был награждён орденом Александра Невского.
В декабре 1942 года стал начальником 1-го отделения штаба 321-й стрелковой дивизии (в марте 1943 года за выдающиеся боевые успехи приказом Наркома обороны СССР ей было присвоено гвардейское звание и она стала именоваться 82-й гвардейской стрелковой дивизией). С августа 1943 по июль 1945 года — начальник оперативного отдела штаба 29-го гвардейского стрелкового корпуса 8-й гвардейской армии. 9 августа 1944 года был ранен при бомбежке.
После Победы в 1945 года направлен на учёбу в академию. В ноябре 1947 года окончил Военную академию имени М. В. Фрунзе, в декабре 1955 года — Высшую военную академию имени К. Е. Ворошилова.
С ноября 1947 по ноябрь 1953 года служил в Генеральном штабе Вооружённых сил СССР на должностях офицера-оператора и старшего офицера-оператора. После окончания Высшей военной академии имени К. Е. Ворошилова с 1955 года был начальником оперативного отдела и начальником оперативного управления штаба Ленинградского военного округа. С 1963 года года вновь служил в Генеральном штабе на должностях заместителя начальника и начальника управления Генерального штаба. С марта 1969 года — в Военной академии Генерального штаба ВС СССР, начальник кафедры оперативного искусства, позднее — заместитель по научной работе начальника академии.
Автор, руководитель авторского коллектива и ответственный редактор ряда фундаментальных военно-научных трудов. Продолжил работу в академии научным сотрудником и после увольнения в запас.
В декабре 1988 года уволен в запас.
Скончался 28 февраля 2013 года. Похоронен на Малоохтинском кладбище Санкт-Петербурга

## Награды
- Орден Ленина (6.04.1945)
- Три ордена Красного Знамени (2.11.1943, 6.04.1944, 21.02.1969)
- Орден Александра Невского (18.04.1943)
- Три ордена Отечественной войны I степени (6.08.1944, 14.08.1944, 11.03.1985)
- Орден Трудового Красного Знамени (27.12.1982)
- Два ордена Красной Звезды (30.10.1952, 31.10.1967)
- Орден «За службу Родине в Вооружённых Силах СССР» III степени (30.04.1975)
- Медаль «За боевые заслуги» (1947)
- Медаль «В ознаменование 100-летия со дня рождения Владимира Ильича Ленина» (1970)
- Медаль «За оборону Сталинграда» (14.05.1943)
- Медаль «За взятие Берлина» (1945)
- Медаль «За освобождение Варшавы» (1945)
- Медаль «За победу над Германией в Великой Отечественной войне 1941—1945 гг.» (1945)
- Медаль «20 лет Победы в Великой Отечественной войне 1941—1945 гг.»
- Медаль «30 лет Победы в Великой Отечественной войне 1941—1945 гг.»
- Медаль «40 лет Победы в Великой Отечественной войне 1941—1945 гг.»
- Медаль «50 лет Победы в Великой Отечественной войне 1941—1945 гг.»
- Медаль «60 лет Победы в Великой Отечественной войне 1941—1945 гг.»
- Медаль «65 лет Победы в Великой Отечественной войне 1941—1945 гг.»
- Медаль Жукова
- Медаль «В память 850-летия Москвы»
- Медаль «Ветеран Вооружённых Сил СССР»
- Медаль «За укрепление боевого содружества» (1981)
- Медаль «30 лет Советской Армии и Флота»
- Медаль «40 лет Вооружённых Сил СССР»
- Медаль «50 лет Вооружённых Сил СССР»
- Медаль «60 лет Вооружённых Сил СССР»
- Медаль «70 лет Вооружённых Сил СССР»
- Медаль «За безупречную службу» I степени
- Лауреат Премии имени М. В. Фрунзе.

Иностранные награды:
- Орден «За боевые заслуги» (Монголия)
- Кавалерский (рыцарский) крест ордена Возрождения Польши (Польша, 6.10.1973)
- Медаль «Братство по оружию» (Польша, 1988)
- Медаль «За укрепление дружбы по оружию» II степени (ЧССР)
- Медаль «30 лет освобождения Чехословакии Советской Армией» (ЧССР, 22.08.1974)
- Медаль «Дружба» (Монголия, 1968)
- Медаль «30 лет Халхин-Гольской Победы» (Монголия, 15.08.1969)
- Медаль «50 лет Монгольской Народной Армии» (Монголия, 15.03.1971)
- Медаль «50 лет Монгольской Народной Революции» (Монголия, 16.12.1971)
- Медаль «60 лет Вооружённым силам МНР» (Монголия, 29.12.1981)
- Медаль «За боевое содружество» (Куба)
- Медаль «30-я годовщина Революционных Вооружённых сил Кубы» (Куба, 24.11.1986)

## Воинские звания
- Подполковник (октябрь 1943)
- Полковник (1945)
- Генерал-майор (27.04.1962)
- Генерал-лейтенант (25.10.1967)
- Генерал-полковник (27.10.1977)[3]

## Сочинения
- Гайворонский Ф. Ф. Фронтовые операции в современной войне. — 1982.
- Гайворонский Ф. Ф. Применение оперативных маневренных групп фронта, армии в наступательных операциях. — 1984.
- Гайворонский Ф. Ф. Эволюция военного искусства. — 1987.
- Гайворонский Ф. Ф. и др. Культура военного мышления. — М.: Воениздат, 1991.
- Гайворонский Ф. Ф. и др. История Военной академии Генерального штаба Вооруженных Сил Российской Федерации. — 2002.
- Гайворонский Ф. Ф. Развитие советского оперативного искусства // Военно-исторический журнал. — 1978. — № 2. — С. 19—26.
- Гайворонский Ф. Ф. Развитие оперативного искусства // Военно-исторический журнал. — 1980. — № 12. — С. 23—29.
- Гайворонский Ф. Ф. Генерал-полковник А. П. Покровский (К 90-летию со дня рождения) // Военная мысль. — 1988. — № 11. — С. 65—71.
- Гайворонский Ф. Ф. Некоторые тенденции в развитии советского военного искусства по опыту Великой Отечественной войны // Военно-исторический журнал. — 1983. — № 5. — С. 12—20.
- Гайворонский Ф. Ф. Советское военное искусство по опыту Ясско-Кишинёвской операции // Военно-исторический журнал. — 1984. — № 8. — С. 9—17.
- Гайворонский Ф. Ф. Превосходство советской военной науки и советского военного искусства в Великой Отечественной войне // Военно-исторический журнал. — 1986. — № 4. — С. 13—21.